# The Lion King: The Gift
The Lion King: The Gift – album ze ścieżką dźwiękową stworzony przez amerykańską piosenkarkę Beyoncé na potrzeby filmu muzycznego Black Is King. Został wydany 19 lipca 2019 roku, a inspiracją do powstania albumu był remake filmu Król lew z tego samego roku. Album zajął drugie miejsce na liście Billboard 200 w Stanach Zjednoczonych oraz otrzymał nominację do nagrody Grammy w kategorii Najlepszy Popowy Album Wokalny.

## Wydanie i przyjęcie
9 lipca 2019 poinformowano, że Beyoncé wyda album inspirowany filmem Król lew z 2019, w którym piosenkarka użyczyła głosu do postaci Nali. Dzień później wydała pierwszy singiel promocyjny albumu i jednocześnie piosenkę oryginalną do filmu - utwór „Spirit”. Cały album został wydany 19 lipca 2019 roku nakładem Columbia Records oraz Parkwood Entertainment. Za produkcję albumu odpowiedzialni są m.in.: DJ Khaled, Just Blaze, Baby Keem oraz Beyoncé; a dodatkowo album zawiera wkład wokalny artystów takich jak: Wizkid, Kendrick Lamar, Jay-Z, Blue Ivy Carter oraz Pharrell Williams. 23 lipca 2019 został wydany drugi singiel promocyjny albumu „Brown Skin Girl”, zaś 19 czerwca 2020 doszło do premiery piosenki „Black Parade”, która znalazła się w wersji specjalnej albumu The Lion King: The Gift.
Album otrzymał pozytywne recenzje, zaś komercyjnie w stanach zjednoczonych zajął drugie miejsce liście Billboard 200. Krążę otrzymał NAACP Image Award w kategorii Wybitny album ze ścieżką dźwiękową/kompilacją oraz nominację do nagrody Grammy w kategorii Najlepszy Popowy Album Wokalny. Dodatkowo utwór „Spirit” otrzymał dwie nominację do Grammy za: najlepszy występ pop solowy i najlepszą piosenkę napisaną dla mediów wizualnych.

## Lista utworów
Źródła:
| Nr  | Tytuł utworu                                                                                    | Autorzy | Produkcja                                                                       | Długość |
| --- | ----------------------------------------------------------------------------------------------- | --- | ------------------------------------------------------------------------------- | ------- |
| 1.  | „Balance (Mufasa Interlude)” (James Earl Jones)                                                 | Jeff Nathanson |                                                                                 | 0:43    |
| 2.  | „Bigger” (Beyoncé)                                                                              | Beyoncé, Dixie, Stacy Barthe, Rachel Keen, Akil King, Ricky Lawson | Derek Dixie, Beyoncé                                                            | 3:46    |
| 3.  | „The Stars (Mufasa Interlude)” (James Earl Jones)                                               | Nathanson |                                                                                 | 0:46    |
| 4.  | „Find Your Way Back” (Beyoncé)                                                                  | Beyoncé, Brittany Hazzard, Bubele Booi, Robert Magwenzi, Bankulli, Niniola Apata, Osabuohien Osaretin                                                                            | Beyoncé, Bubele Boii, Magwenzi, Dixie, Guilty Beatz                             | 2:42    |
| 5.  | „Uncle Scar (scar interlude)” (Chiwetel Ejiofor)                                                | Nathanson |                                                                                 | 0:13    |
| 6.  | „Don't Jealous Me” (Tekno, Lord Afrixana, Yemi Alade i Mr Eazi)                                 | Beyoncé, Augustine Kelechukwu, Nana Afriyie, Yemi Alade, Oluwatosin Ajibade, Ariowa Irosogie                                                                                     | Beyoncé, P2J, Dixie                                                             | 2:35    |
| 7.  | „Danger (Young Simba & Young Nala Interlude)” (JD McCrary i Shahadi Wright Joseph)              | Nathanson |                                                                                 | 0:16    |
| 8.  | „Ja Ara E” (Burna Boy)                                                                          | Damini Ogulu, Richard Isong | Beyoncé, P2J, Dixie                                                             | 3:10    |
| 9.  | „Run Away (Scar & Young Simba Interlude)” (JD McCrary i Chiwetel Ejiofor)                       | Nathanson |                                                                                 | 0:29    |
| 10. | „Nile” (Beyoncé i Kendrick Lamar)                                                               | Beyoncé, Kendrick Duckworth, Mark Spears, Hykeem Carter Jr., Keanu Torres, Denisia Andrews, Brittany Coney                                                                       | Beyoncé, Sounwave, Johnny Kosich, Baby Keem, Keanu Beats                        | 1:47    |
| 11. | „New Lesson (Timon, Pumbaa & Young Simba Interlude)” (Billy Eichner, Seth Rogen i JD McCrary)   | Nathanson |                                                                                 | 0:53    |
| 12. | „Mood 4 Eva” (Beyoncé, Jay-Z i Childish Gambino featuring Oumou Sangaré)                        | Beyoncé, Andrews Coney, Donald Glover, Khaled Khaled, Floyd Hills, Shawn Carter, Anathi Mnyango, Ant Clemons, Michael Uzowuru, Teo Halm, Jeff Kleinman, Jimmy Seals, James Brown | Beyoncé, DJ Khaled, Danja, Just Blaze, Jeff Kleinman, Michael Uzowuru, Teo Halm | 4:32    |
| 13. | „Reunited (Nala & Simba Interlude)” (Beyoncé i Donald Glover)                                   | Nathanson |                                                                                 | 0:09    |
| 14. | „Water” (Salatiel, Pharrell i Beyoncé)                                                          | Beyoncé, Afriyie, Nija Charles, Richard Isong | Beyoncé, P2J                                                                    | 2:32    |
| 15. | „Brown Skin Girl” (Beyoncé, Saint Jhn i Wizkid featuring Blue Ivy Carter)                       | Beyoncé, Carlos St. John, Adio Marchant, S. Carter, Barthe, Anathi Mnyango, Michael Uzowuru, Isong                                                                               | Beyoncé, P2J, Dixie                                                             | 4:08    |
| 16. | „Come Home (Nala Interlude)” (Beyoncé)                                                          | Nathanson |                                                                                 | 0:14    |
| 17. | „Keys to the Kingdom” ((Tiwa Savage i Mr Eazi))                                                 | Beyoncé, Kim Krysiuk, Rickie Tice, Akil King, Tiwatope Savage, Dixie, Gerald White, Irosogie, Rich King, Ajibade, Ronald BanfulI, Isong                                          | Beyoncé, Northboi Oracle, GuiltyBeatz, P2J, Dixie                               | 3:18    |
| 18. | „Follow Me (Rafiki Interlude)” (Donald Glover i John Kani)                                      | Nathanson |                                                                                 | 0:31    |
| 19. | „Already” (Beyoncé, Shatta Wale i Major Lazer)                                                  | Beyoncé, Hazzard, Toumani Diabaté, Clément Picard, Maxime Picard, Thomas Wesley, Charles Mensah, Banful                                                                          | Beyoncé, Diplo, Picard Brothers, Guilty Beatz                                   | 3:42    |
| 20. | „Remember (Mufasa Interlude)” (James Earl Jones)                                                | Nathanson |                                                                                 | 0:45    |
| 21. | „Otherside” (Beyoncé)                                                                           | Beyoncé, Sydney Bennett, Dave Rosser, Nick Green, Abisagboola Oluseun | Beyoncé, Nicky Davey, Syd, Dixie                                                | 3:39    |
| 22. | „War (Nala Interlude)” (Beyoncé)                                                                | Nathanson |                                                                                 | 0:18    |
| 23. | „My Power” (Beyoncé, Nija, Busiswa, Yemi Alade, Tierra Whack, Moonchild Sanelly i DJ Lag)       | Beyoncé, Busiswa Gqulu, Alade, Sanelisiwe Twisha, Charles, Andrews, Coney, Lwazi Gwala                                                                                           | Beyoncé, DJ Lag, Moses Boyd                                                     | 4:19    |
| 24. | „Surrender (Simba & Scar Interlude)” (Donald Glover i Chiwetel Ejiofor)                         | Nathanson |                                                                                 | 0:14    |
| 25. | „Scar” (070 Shake i Jessie Reyez)                                                               | Beyoncé, Danielle Balbuena, Teo Halm, Dave Hamelin, Jessie Reyez, Isong, Irosogie                                                                                                | Beyoncé, P2J, Tim Suby, Hamelin, Ari, PenSmith, Dixie, Mike Dean                | 3:06    |
| 26. | „I’m Home (Mufasa, Sarabi & Simba Interlude)” (James Earl Jones, Alfre Woodard i Donald Glover) | Nathanson |                                                                                 | 0:43    |
| 27. | „Spirit” (Beyoncé)                                                                              | Beyoncé, Timothy McKenzie, Ilya Salmanzadeh | Beyoncé, Labrinth, Ilya, Dixie                                                  | 4:33    |
|     |                                                                                                 | |                                                                                 | 54:03   |

## Notowania
| Lista przebojów (2019)             | Najwyższa pozycja |
| ---------------------------------- | ----------------- |
| Australia (ARIA Charts)            | 12                |
| Austria (Ö3 Austria Top 40)        | 37                |
| Belgia (Ultratop Flandria)         | 12                |
| Belgia (Ultratop Walonia)          | 36                |
| Dania (Album Top-40)               | 9                 |
| Francja (SNEP)                     | 28                |
| Hiszpania (PROMUSICAE)             | 64                |
| Kanada (Billboard Canadian Albums) | 4                 |
| Niemcy (Media Control Charts)      | 48                |
| Nowa Zelandia (Recorded Music NZ)  | 16                |
| Stany Zjednoczone (Billboard 200)  | 2                 |
| Szwecja (Sverigetopplistan)        | 22                |
| Włochy (FIMI)                      | 39                |